# Rhamphomyia basispinosa
Rhamphomyia basispinosa är en tvåvingeart som beskrevs av Frey 1950. Rhamphomyia basispinosa ingår i släktet Rhamphomyia och familjen dansflugor. Inga underarter finns listade i Catalogue of Life.